# Rhizosiphon anabaenae
Rhizosiphon anabaenae är en svampart som först beskrevs av Rodhe & Skuja, och fick sitt nu gällande namn av Canter 1951. Rhizosiphon anabaenae ingår i släktet Rhizosiphon, ordningen Chytridiales, klassen Chytridiomycetes, divisionen pisksvampar och riket svampar.   Inga underarter finns listade i Catalogue of Life.